# 9e étape du Tour d'Italie 2010
Pour un article plus général, voir Tour d'Italie 2010.
La 9e étape du Tour d'Italie 2010 s'est déroulée le lundi 17 mai 2010 entre Frosinone et Cava de' Tirreni sur 188 kilomètres. Matthew Goss s'impose au sprint et signe la troisième victoire australienne sur ce Giro. Le Kazakh Alexandre Vinokourov conserve son maillot rose de leader.

## Profil de l'étape
Cette étape de plaine longera notamment la Costiera amalfitana, inscrite récemment au Patrimoine mondial de l'UNESCO. Après l'étape de haute montagne de la veille, l'étape semble promise aux sprinteurs.

## La course
L’échappée du jour, qui est partie dès le 9e kilomètre de course, est composée de quatre hommes : Mikhail Ignatiev (Team Katusha), Giampaolo Cheula (Footon-Servetto), Michael Barry (Team Sky) et Tom Stamsnijder (Rabobank). L’écart atteint rapidement les quatre minutes, mais les coureurs de l'équipe Team HTC-Columbia préfèrent veiller sur l’écart et le maintiennent à deux minutes. La pluie tombe sur la Campanie, ce qui rend l’étape dangereuse. Le peloton s’étire et Cayetano Sarmiento (Acqua & Sapone) ainsi que Cameron Meyer (Garmin-Transitions) tombent. Puis c’est au tour de Carlos Sastre (Cervélo TestTeam) de crever. Il terminera l’étape avec 1 minute 50 secondes de retard sur le peloton. Mais à quinze kilomètres de l’arrivée, les coureurs d'Astana hausse le rythme, le peloton s’étire et se casse. Alexandre Vinokourov (Astana) se retrouve dans un groupe d’une vingtaine de coureurs, dont Vincenzo Nibali (Liquigas-Doimo) et Damiano Cunego (Lampre-Farnese Vini). Mais Cadel Evans (BMC Racing) et Ivan Basso (Liquigas-Doimo), notamment, sont absents. Plus de peur que de mal pour eux, puisque les deux groupes vont se réunir à dix kilomètres de l'arrivée. Devant, parmi les échappés, Mikhail Ignatiev, sort du petit groupe. Michael Barry le rejoint plus tard. À cinq kilomètres de l'arrivée, regroupement général pour le peloton et les échappés. Les Team HTC-Columbia et les Quick Step mènent le rythme. Rubens Bertogliati (Androni Giocattoli) essaye d’attaquer, en vain. Le sprint est lancé, et c’est Matthew Goss (Team HTC-Columbia) qui l’emporte devant Filippo Pozzato (Team Katusha) et Tyler Farrar (Garmin-Transitions). Au général, pas de changement majeur, si ce n’est que Carlos Sastre continue à perdre du temps.

## Côtes
Il n'y a aucune côte répertoriée sur le parcours.

## Classement de l'étape
|    | Coureur           | Pays             | Équipe             |    | Temps          |
| -- | ----------------- | ---------------- | ------------------ | -- | -------------- |
| 1  | Matthew Goss      | Australie        | Team HTC-Columbia  | en | 4h 08 min 17 s |
| 2  | Filippo Pozzato   | Italie           | Team Katusha       | +  | m.t.           |
| 3  | Tyler Farrar      | États-Unis       | Garmin-Transitions |    | m.t.           |
| 4  | Robert Förster    | Allemagne        | Team Milram        |    | m.t.           |
| 5  | Sébastien Hinault | France           | AG2R La Mondiale   |    | m.t.           |
| 6  | Federico Canuti   | Italie           | Colnago-CSF Inox   |    | m.t.           |
| 7  | Wouter Weylandt   | Belgique         | Quick Step         |    | m.t.           |
| 8  | Gregory Henderson | Nouvelle-Zélande | Team Sky           |    | m.t.           |
| 9  | Jos van Emden     | Pays-Bas         | Rabobank           |    | m.t.           |
| 10 | Markus Eibegger   | Autriche         | Footon-Servetto    |    | m.t.           |

## Classement général
|    | Coureur              | Pays       | Équipe              |    | Temps            |
| -- | -------------------- | ---------- | ------------------- | -- | ---------------- |
| 1  | Alexandre Vinokourov | Kazakhstan | Astana              | en | 33 h 09 min 43 s |
| 2  | Cadel Evans          | Australie  | BMC Racing          | +  | 1 min 12 s       |
| 3  | Vincenzo Nibali      | Italie     | Liquigas-Doimo      |    | 1 min 33 s       |
| 4  | Ivan Basso           | Italie     | Liquigas-Doimo      |    | 1 min 51 s       |
| 5  | Marco Pinotti        | Italie     | Team HTC-Columbia   |    | 2 min 17 s       |
| 6  | Richie Porte         | Australie  | Team Saxo Bank      |    | 2 min 26 s       |
| 7  | Vladimir Karpets     | Russie     | Team Katusha        |    | 2 min 34 s       |
| 8  | Stefano Garzelli     | Italie     | Acqua & Sapone      |    | 2 min 47 s       |
| 9  | Damiano Cunego       | Italie     | Lampre-Farnese Vini |    | 3 min 08 s       |
| 10 | Michele Scarponi     | Italie     | Androni Giocattoli  |    | 3 min 09 s       |

## Abandon
- Baden Cooke (Team Saxo Bank) : non partant